# Bedford, New Hampshire
Bedford, kommun (town) i Hillsborough County, New Hampshire, USA med 21 203 invånare (2010). Den har enligt United States Census Bureau en area på 85,8 km².  

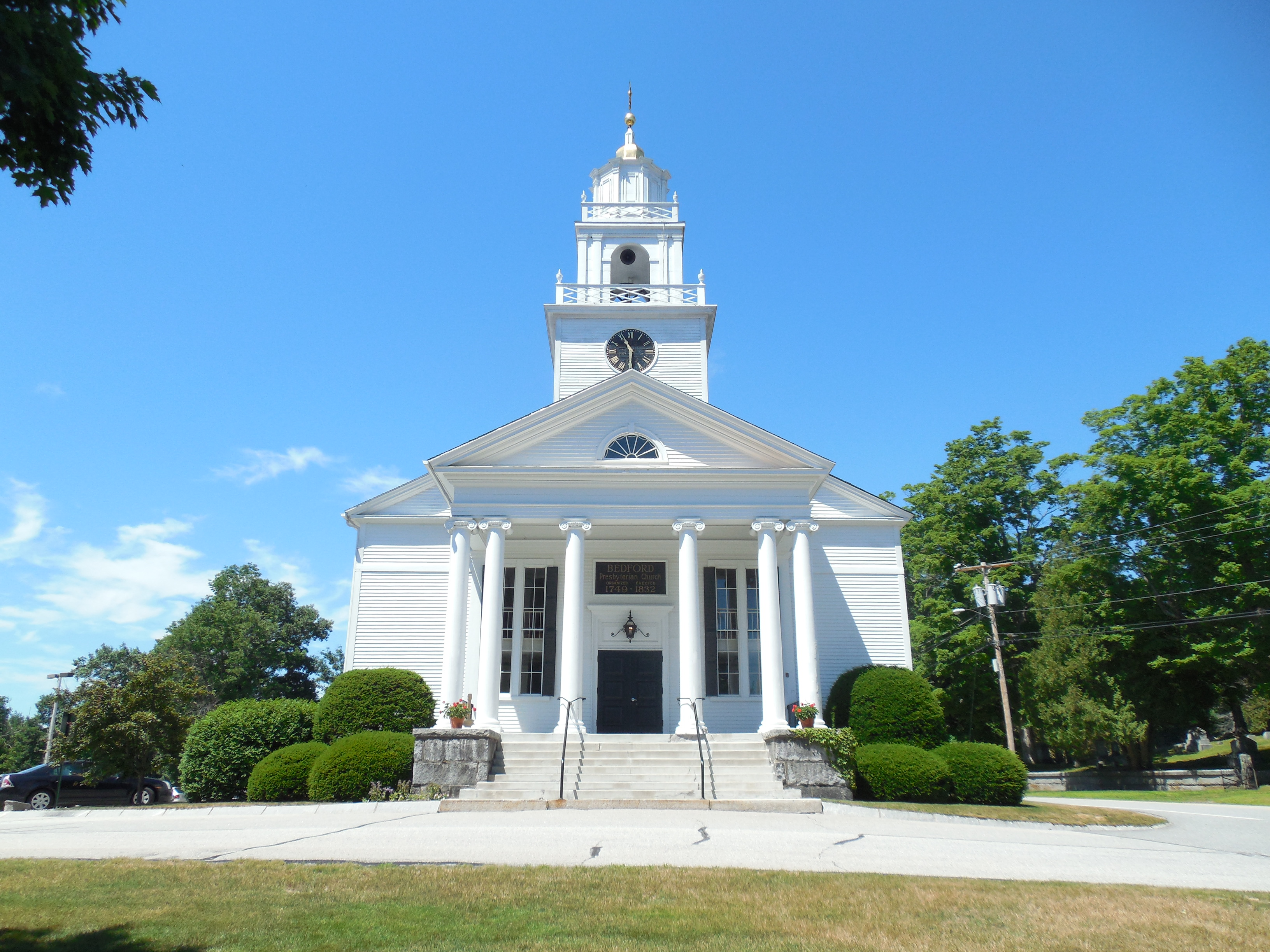